# Зайцева, Мария Сергеевна
Мария Сергеевна Зайцева (2 мая 1988) — российская футболистка, полузащитница.

## Биография
В 2004—2007 годах выступала в высшей лиге России за московское «Чертаново». После вылета «Чертаново» из высшей лиги перешла в другой московский клуб — «Измайлово», где провела два сезона.
Выступала за молодёжную сборную России (до 19 лет), участница матчей отборочного турнира чемпионата Европы в 2007 году.